# ماركوس غوسماو
ماركوس غوسماو هو مدرب كرة قدم ولاعب كرة قدم برازيلي، ولد في 22 مايو 1966 في ساو باولو في البرازيل.